# برلینگتون (ورمانت)
برلینگتون (Burlington) پرجمعیت‌ترین شهر در ایالت ورمانت، ایالات متحده آمریکا و مرکز شهرستان چیتندن است.
برلینگتون در ۷۲ کیلومتری جنوب مرز کانادا و ایالات متحده و ۱۵۳ کیلومتری جنوب مونترآل واقع شده است. بر اساس سرشماری ۲۰۲۰ ایالات متحده آمریکا، جمعیت آن ۴۴٬۷۴۳ نفر بوده است. این شهر کم‌جمعیت‌ترین شهر در بین ۵۰ ایالت ایالات متحده است، در حالی که پرجمعیت‌ترین شهر در ایالت خود محسوب می‌شود.

برلینگتون، که شهر دانشگاهی منطقه‌ای به حساب می‌آید، میزبان دانشگاه ورمانت و کالج چمپلین است. بزرگ‌ترین بیمارستان ایالت ورمونت، یعنی مرکز پزشکی یووی‌ام، در همین شهر قرار دارد. فرودگاه بین‌المللی پاتریک لیهی برلینگتون، که بزرگ‌ترین فرودگاه ورمونت است، تحت مالکیت شهر برلینگتون قرار دارد و در شهر مجاور، یعنی برلینگتون جنوبی واقع شده است. در سال ۲۰۱۵، برلینگتون اولین شهر در ایالات متحده بود که تمام انرژی برق مورد نیاز خود را از منابع تجدیدپذیر تأمین کرد.

## تاریخچه

### وجه تسمیه
ریشه نام شهر برلینگتون به ریچارد بویل، سومین ارل برلینگتون بر می‌گردد. البته بعضی‌ها هم ریشه نام برلینگتون را به یک خانواده ثروتمند نیویورکی برلینگ برمی‌گردانند ولی از این خانواده نیویورکی هیچ نامی وجود ندارد و در تاریخ از هیچ فرد از این خانواده قدردانی نشده است.

### برلینگتون در جنگ‌های استقلال
برلینگتون در جنگ‌های استقلال آمریکا شهر قابل توجهی نبود به طوریکه در یکی از نبردهای تعداد سربازانی که در این شهر وجود داشتند از تعداد خانوارهای شهر بیشتر بود.

### برلینگتون پس جنگ‌های استقلال
برلینگتون پس از جنگ‌های استقلال با حفر کانال‌هایی برای انتقال آب دریاچه چمبلین و ساختن راه‌آهن روتلند برلینگتون و راه‌آهن مرکزی ورمانت راه را برای رونق تجارت در این شهر باز کردند. شهر در سال ۱۸۶۵ آن شهر دوره جنگ‌های استقلال نبود.

## آب و هوا
برلینگتون دارای آب و هوای مرطوب قاره ای است و زمستان‌های نسبتاً سرد و تابستان‌های گرم و مرطوب دارد. متوسط دما روزانه در ژانویه ۷/۴ درجه سانتی گراد و در ماه ژوئیه ۲۱/۴ درجه سانتی گراد در ماه ژوئیه است. میزان بارش سالانه ۹۳۵ میلی‌متر است در تمام طول سال به خوبی توزین شده است، اما ماه‌های تابستان مرطوب‌ترین ماه‌های سال است.

## جمعیت‌شناسی

### جمعیت
طبق سرشماری سال ۲۰۲۰ آمریکا، ۴۴٬۷۴۳ نفر در برلینگتون زندگی می‌کردند. ترکیب نژادی شهر به این صورت بود: ۸۵٫۶٪ سفیدپوست، ۴٫۴٪ سیاه‌پوست یا آفریقایی-آمریکایی، ۰٫۴٪ سرخ‌پوست آمریکایی، ۴٫۶٪ آسیایی‌تبار، و ۴٫۸٪ از دو یا چند نژاد. افراد اسپانیایی‌تبار یا لاتین‌تبار ۳٫۸٪ از جمعیت را تشکیل می‌دادند.

تعداد ۱۷٬۱۷۴ خانوار در شهر وجود داشت و متوسط تعداد افراد در هر خانوار ۲٫۱۶ نفر بود.

### درآمد
طبق برآورد و مطالعه‌هایی که در سال‌های ۲۰۱۷–۲۰۲۱ به عمل آمد، متوسط درآمد یک خانوار در شهر برلینگتون ۵۹٬۳۳۱ دلار بود. در میان کارگرانی که به صورت تمام‌وقت و در تمام طول سال کار می‌کردند، درآمد مردان به‌طور متوسط ۵۰٬۵۵۲ دلار و درآمد زنان به‌طور متوسط ۳۸٬۴۱۸ دلار داشتند. درآمد سرانه برای شهر ۳۴٬۰۵۴ دلار بود و حدود ۲۳٫۸٪ از جمعیت زیر خط فقر زندگی می‌کردند.

## ممنوعیت سیگار
در سال ۲۰۱۰، مسئولان شهری سیگار کشیدن را در نزدیکی پارک‌ها و مناطق تفریحی شهر ممنوع کرده است.

## نگارخانه

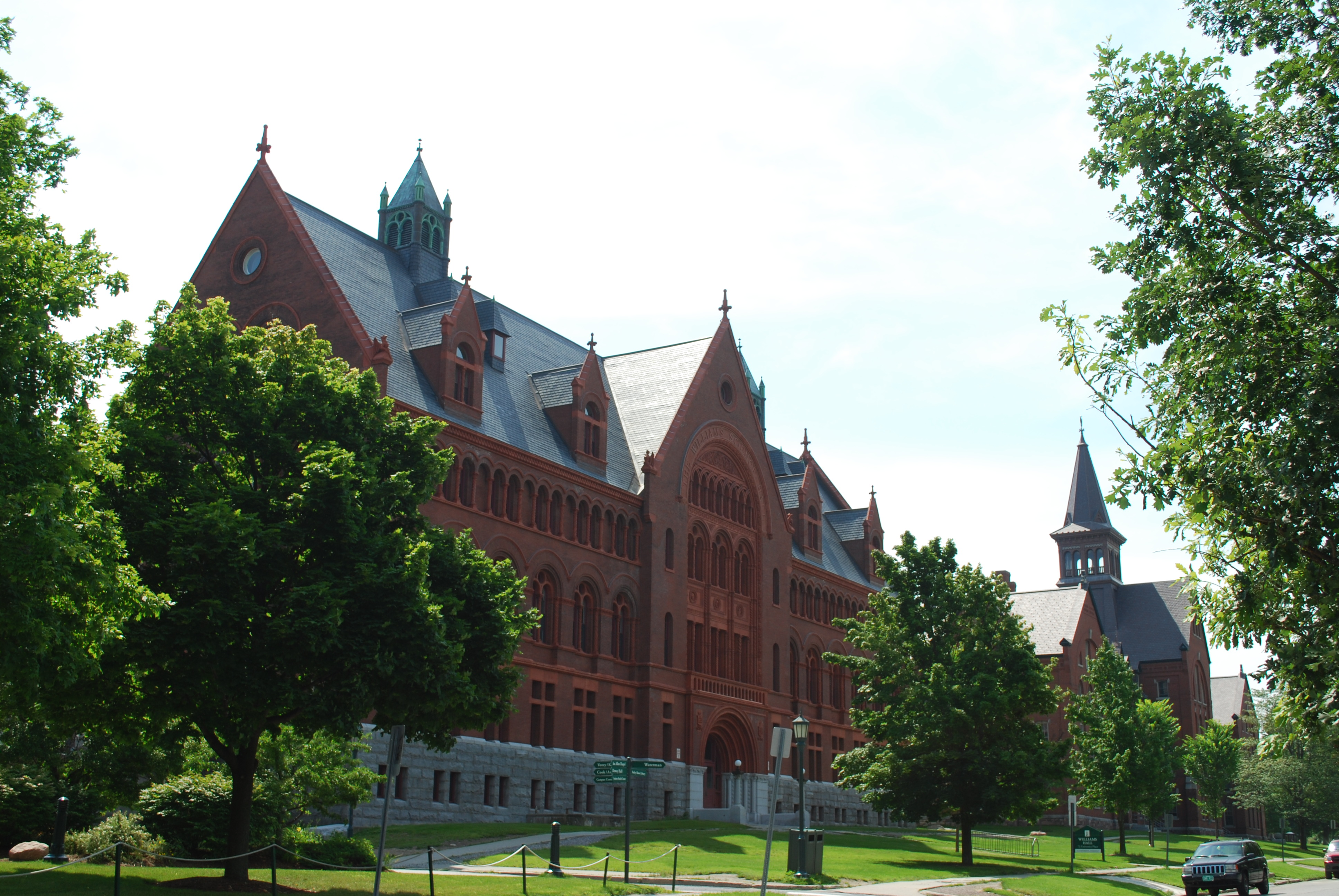
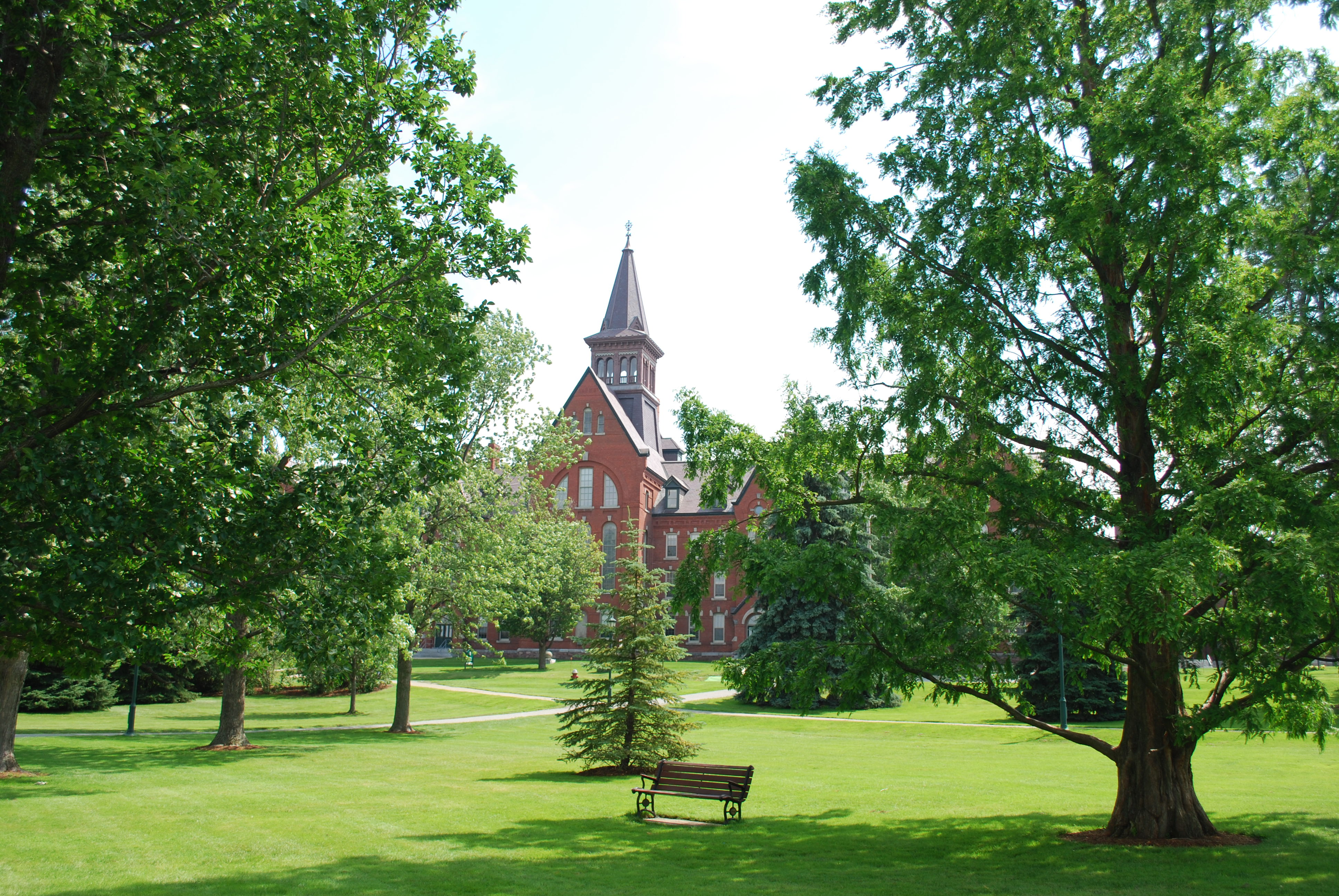
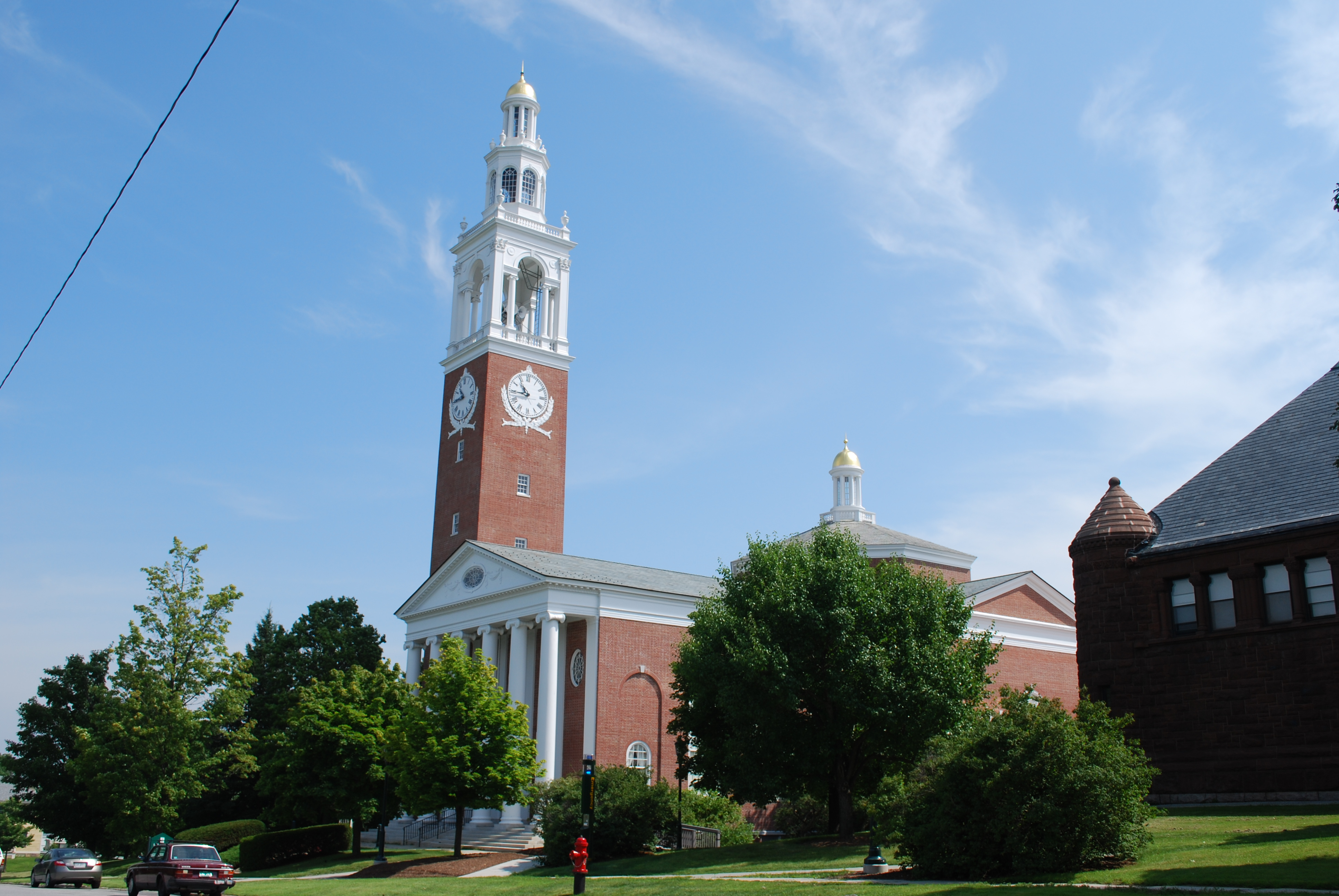
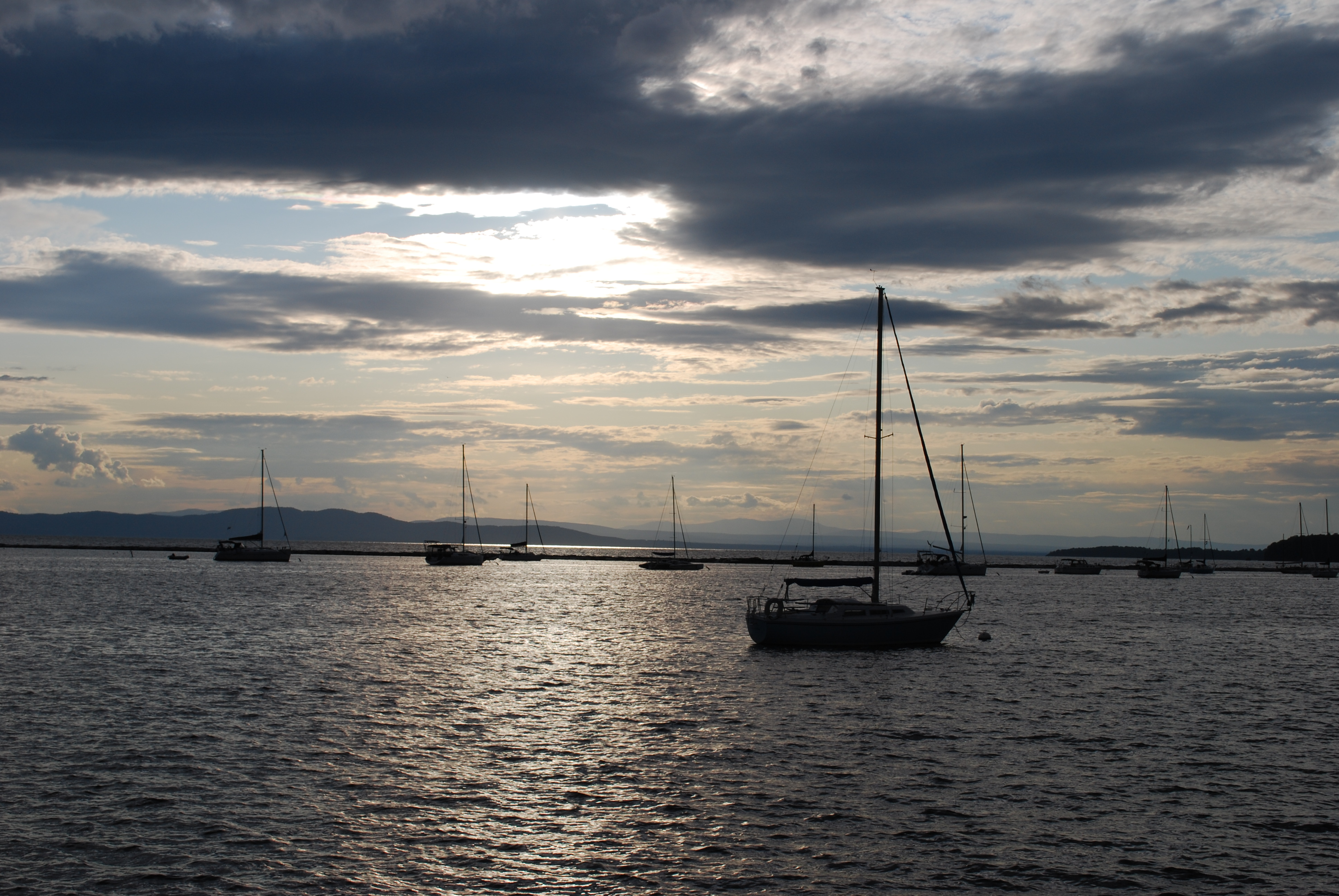
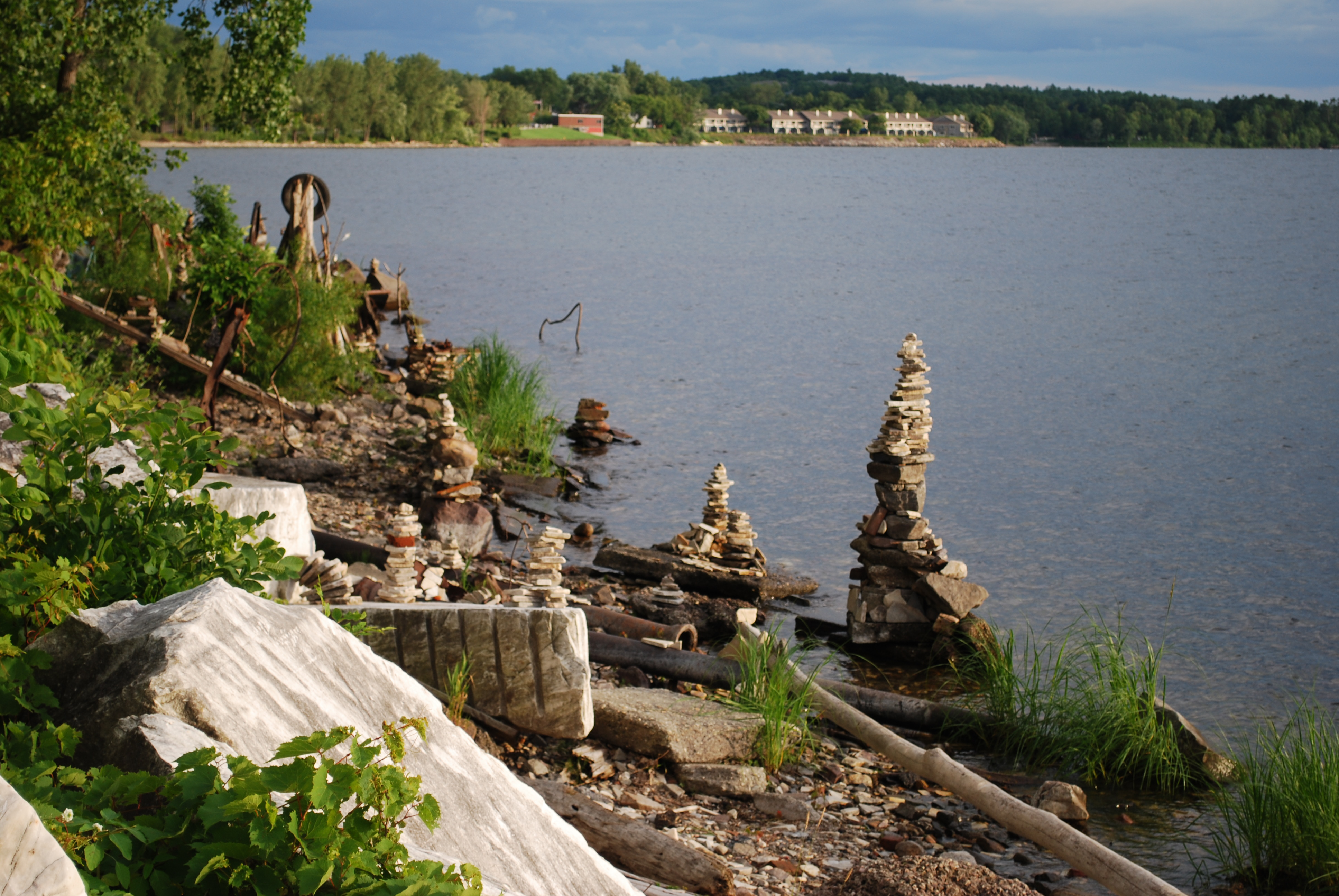
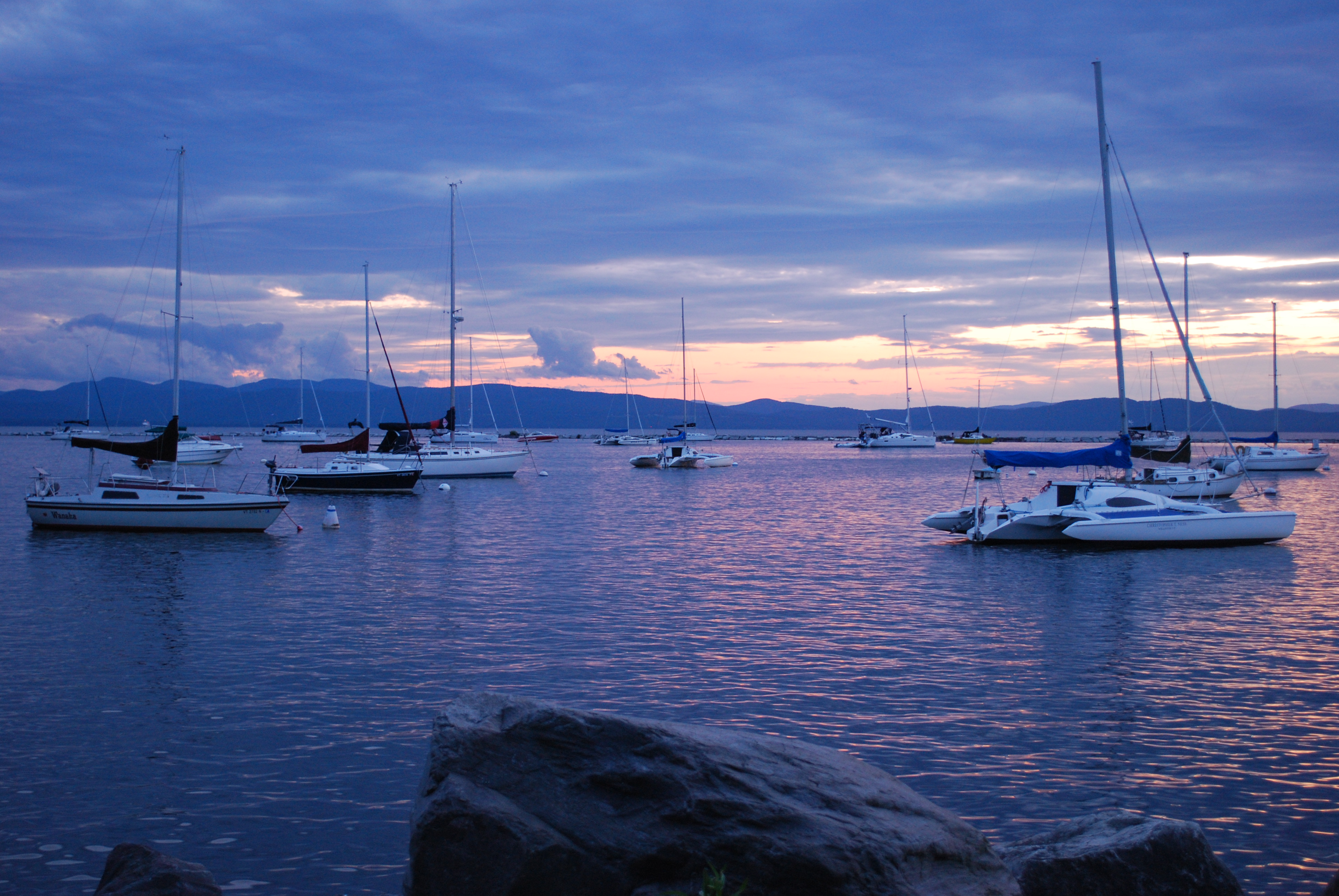

## جاذبه‌های توریستی

### موزه‌ها
- موزه هنر فلمینگ
- موزه طبیعت دریاچه
- موزه زمین‌شناسی
- موزه ایتن آلن
- موزه و کتابخانه گارد ملی
- معبد ماسونی
- خانه ویلیام فیتز جرالد

### پارک‌ها
- پارک کرسنت وودز
- پارک کالاهان
- پارک اوکلدژ
- پارک برهنگی صخره قرمز
- پارک دریاچه
- پارک آبشار برلینگتون
- پارک توپخانه
- پارک اسکیت‌بورد اندی داگ ویلیام
- پارک پومروی
- پارک روزولت
- پارک مکنزی
- صخره تنهای برلینگتون
- پارک لدی
- پارک بازوان جنگل
- پارک ایتن آلن
- کلیسای سنت مارک
- پارک تک درخت سیب
- پارک برهنگی استار فارم

### مکان‌های مذهبی
- کلیسای تئوتوکوس
- کنیسه اوهاوی زنک
- کنیسه آهاوت گریم
- کلیسای سنت مارک
- کلیسای جهان یکتاپرستی
- کلیسای اسقفی سنت‌پائول
- کلیسای متحد متدیست

### اماکن ورزشی
- گلف برلینگتون
- مرکز ژیمناستیک روی پاتریک
- پارک اسکیت‌بورد اندی داگ ویلیام

### پلاژها
- پلاژ بلانشارد
- پلاژ شمال